# اللصيب (تعز)
اللصيب هي إحدى قرى الجمهورية اليمنية. تتبع جغرافيا لمحافظة تعز وإداريًا لمديرية ماوية. يبلغ تعداد سكانها 3114 نسمة حسب الإحصاء الذي أجري عام 2004.